# Laniakea

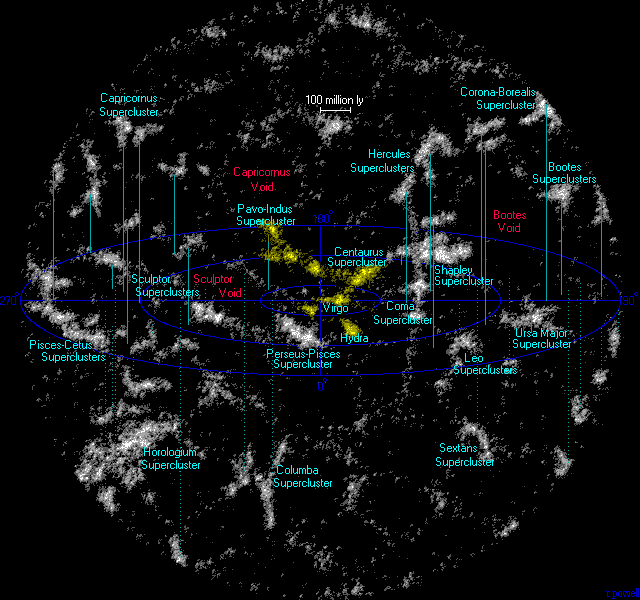
Karte von Supergalaxienhaufen und Voids innerhalb einer Entfernung von einer Milliarde Lichtjahren von der Milchstraße, Laniakea in Gelb

Laniakea ist der lokale Groß-Supergalaxienhaufen, der etwa 100.000 Galaxien, darunter die Milchstraße, umfasst. Sein Durchmesser beträgt 520 Millionen Lichtjahre bzw. 160 Megaparsec.

## Definition
Laniakea wurde erstmals von einem Forscherteam um R. Brent Tully von der Universität von Hawaii in einer im September 2014 publizierten Arbeit beschrieben. Das Team um Tully fand einen neuen Ansatz der Definition von Supergalaxienhaufen durch eine Untersuchung der Pekuliargeschwindigkeiten von Galaxien. Aus den Galaxienbewegungen lässt sich ableiten, in welche Richtung jeweils die Gravitationskraft dominiert. Dabei wurde eine Grenze entdeckt, an der sich die Hauptbewegungsrichtung der Galaxien trennt und damit auch die Zugehörigkeit zu den Superstrukturen des Universums. Die neu gefundene Struktur rückt den Virgo-Superhaufen, der bisher als der Lokale Superhaufen galt, in den Rang eines bloßen Ausläufers von Laniakea.
Teile von Laniakea sind der Virgo-Superhaufen, der Hydra-Centaurus-Superhaufen, der Pavo-Indus-Superhaufen und der Südliche Superhaufen.

## Umgebung
Die Laniakea benachbarten Supergalaxienhaufen sind der Shapley-Superhaufen, der Herkules-Superhaufen, der Coma-Superhaufen und der Perseus-Pisces-Superhaufen. Die genaue Ausdehnung und die Grenzen dieser Supergalaxienhaufen sind gegenwärtig nur annähernd bekannt.
Laniakea scheint sich in Richtung des Shapley-Superhaufens zu erstrecken, sodass die Vermutung naheliegt, dass sowohl Shapley als auch Laniakea gemeinsam Teil einer noch größeren Struktur sind.

## Bezeichnung
Der von Tully et al. gewählte Name „Laniakea“ stammt aus dem Hawaiischen und bedeutet ‚unermesslicher Himmel‘, bestehend aus Lani für ‚Himmel‘ und akea für ‚unermesslich‘/‚riesig‘.